# Gestikulation
Mit Gestikulation bezeichnet man eine nonverbale Kommunikation mit Gebärden, die aber meistens von sprachlichen Äußerungen begleitet wird.
Genauer betrachtet, kann man unterscheiden zwischen:
- Gebärdenspiel
- Gebärdensprache – auch von Gehörlosen
- Gestikulieren – meistens mit heftigen Handbewegungen

Im Gegensatz zur Gestik – aber abgesehen von der Gehörlosensprache – hat die Gestikulation kaum erlernte Anteile, sondern vorwiegend spontanen Charakter. Daher ist sie (auch) ein Ausdruck der emotionalen Befindlichkeit.